# 陳福 (成化進士)
陳福（1433年—？），字宗範，直隸保定府新城縣人，湖廣漢陽縣民籍。明朝政治人物。進士出身。

## 生平
湖廣鄉試第七名。成化八年（1472年）壬辰科會試第二百四十五名，殿試登進士第三甲第一百一十七名。

## 家族
曾祖父陳伯益。祖父陳順親，曾任光祿寺丞。父亲陳儀，曾任訓導。